# Gustave Bauer
Gustave George Bauer (Newark, 3 aprile 1884 – Irvington, 15 febbraio 1947) è stato un lottatore statunitense.
Partecipò alle gare di lotta dei pesi mosca ai Giochi olimpici di Saint Louis 1904, dove riuscì a vincere la medaglia d'argento.

## Palmarès
In carriera ha conseguito i seguenti risultati:
- Giochi olimpici

St. Louis 1904: una medaglia d'argento nella lotta libera categoria pesi mosca.